# Echiniscus laterospinosus
Echiniscus laterospinosus är en djurart som tillhör fylumet trögkrypare, och som beskrevs av Rudescu 1964. Echiniscus laterospinosus ingår i släktet Echiniscus och familjen Echiniscidae. Inga underarter finns listade i Catalogue of Life.